# IPadOS 16
IPadOS 16 is een mobiel besturingssysteem voor iPads dat is ontwikkeld door Apple Inc. en uitgebracht op 24 oktober 2022.

## Beschrijving
Verbeteringen zijn aangebracht aan onder meer Foto's, waarbij een iCloud-fotobibliotheek kan worden gedeeld met meerdere gebruikers, Berichten kunnen worden bewerkt na verzending of geheel worden ingetrokken, en inhoud binnen apps, zoals Notities, Herinneringen en Safari, kunnen worden gedeeld voor samenwerken.
IPadOS 16 introduceert Stage Manager, een nieuwe functie om sneller tussen applicaties te wisselen. Ook is het mogelijk om het formaat van de vensters te wijzigen en deze te laten overlappen. Voor de iPad Pro met M1-chip is er ondersteuning voor een extern beeldscherm tot maximaal 6K-resolutie. Nieuw is ook de Weer-app, die voor het eerst op de iPad aanwezig is.
Ten slotte zijn aanvullingen in Games, Siri, Woning, Delen met gezin, Beveiliging en Toegankelijkheid.

## Ondersteuning
IPadOS 16 ondersteunt de volgende iPads:
- iPad Air (derde generatie)
- iPad Air (vierde generatie)
- iPad Air (vijfde generatie)
- iPad (vijfde generatie)
- iPad (zesde generatie)
- iPad (zevende generatie)
- iPad (achtste generatie)
- iPad (negende generatie)
- iPad (tiende generatie)
- iPad mini (vijfde generatie)
- iPad mini (zesde generatie)
- iPad Pro (alle modellen)